# Ezra Hendrickson
Ezra Hendrickson (Layou, 16 gennaio 1972) è un allenatore di calcio ed ex calciatore sanvincentino, di ruolo difensore, commissario tecnico della nazionale sanvincentina.

## Carriera

### Giocatore

#### Club
Dopo aver giocato nelle giovanili del Drake Bulldogs Men's Soccer, nel 1994 gioca per il Des Moines Menace. Nel 1995 si trasferisce al New Orleans. Gioca la stagione 1997 prima con il N.Y./N.J. MetroStars, con cui colleziona 8 presenze, e poi con il Los Angeles Galaxy, in cui milita fino al 2003. Con il Los Angeles Galaxy vince la MLS (nel 2002), due MLS Supporters' Shield (nel 1998 e nel 2002), l'US Open Cup (nel 2001) e la CONCACAF Champions' Cup 2000. Nel 2003 si trasferisce al Dallas, con cui vince la MLS. Sempre nel 2003 si trasferisce al Charleston Battery. Nel 2004 si trasferisce al D.C. United. Nel 2005 gioca per il Chivas USA. Gioca le ultime due stagioni della sua carriera al Columbus Crew, con cui vince, nel 2008, la MLS e la MLS Supporters' Shield. Si ritira nel 2008.

#### Nazionale
Debutta in Nazionale nel 1995. Ha collezionato in totale, con la maglia della Nazionale 123 presenze e 2 reti.

### Allenatore
Nel 2009 viene nominato vice-allenatore del Seattle Sounders. Nel 2015 diventa l'allenatore del Seattle Sounders 2. A seguire fa da vice allenatore per la propria nazionale, al LA Galaxy e dal 2019 è assistente del Columbus Crew.

## Palmarès

### Giocatore

#### Competizioni nazionali
- MLS Supporters' Shield: 3

Los Angeles Galaxy: 1998, 2002
Columbus Crew: 2008
- U.S. Open Cup: 1

Los Angeles Galaxy: 2001
- Campionato MLS: 3

Los Angeles Galaxy: 2002
DC United: 2004
Columbus Crew: 2008

#### Competizioni internazionali
- CONCACAF Champions' Cup: 1

L.A Galaxy: 2000